# アーブロースFC 36-0 ボン・アコードFC
この項では、1885年9月12日に行われたスコティッシュカップ1回戦のアーブロースFC対ボン・アコードFCの試合について述べる。この試合ではアーブロースFCが36-0でボン・アコードFCに大勝した。永らくギネス世界記録に「サッカーにおける1試合の最多得点チーム記録」として記載されていたが、2002年10月31日にマダガスカル・サッカーリーグ（THBチャンピオンズリーグ）決勝ラウンド第3戦でASアデマがSOレミルヌに149-0に大勝した事によって、記録が塗り替えられた（ASアデマ 149-0 SOレミルヌを参照の事）。

## 背景
アーブロースFCは、この試合に先立つ事7年前の1878年7月1日にチームを創設。対して、ボン・アコードFCは前年の1884年にチームが創設されたばかりだった。ちなみにボン・アコードFCの「ボン・アコード」とはスコットランド独立戦争のアバディーン城の戦いを記念して名付けられた。当時、スコットランドのチームは実戦経験がなくてもスコティッシュカップに参加できた。

## 試合詳細
伝えられる所では、ボン・アコードFCの選手は特定のユニフォームすら持っておらず、何か不吉な事が起きる前兆すら感じなかった。実力差は明白であり、アーブロースFCが勝つのは容易であったが、当時においてもここまで点差が付くとは想像だにされていなかった。
試合結果は前半だけで15-0、後半に21点を入れて36-0でアーブロースFCが勝利した。当時の様子を「スコットランド・アスレチック・ジャーナル」は以下のように報じている。
The leather was landed between the posts 41 times, but five of the times were disallowed. Here and there, enthusiasts would be seen scoring sheet and pencil in hand, taking note of the goals as one would score runs at a cricket match."
しかし、主審のデーブ・ストーモントはオフサイドの判定を、アーブロースFCに対して厳しく取っており、実際にはアーブロースFCが43-0で勝っていたのではないかという説も存在する。ストーモントは後に試合を振り返って、後悔の念を吐露している（要約すると、7回もゴールを取り消して、オフサイドの判定にした）。
My only regret was that I chalked off seven goals, for while they may have looked doubtful from an offside point of view, so quickly did the Maroons carry the ball from midfield, and so close and rapid was their passing, that it was very doubtful whether they could be offside.
当時18歳だったFWのジョン・ペトリーは、この試合で13得点を叩き出した。この記録はオーストラリア代表のアーチー・トンプソンが2001年4月11日にアメリカ領サモア戦（2002 FIFAワールドカップ・オセアニア予選・1次予選グループ1第3戦。オーストラリア 31-0 アメリカ領サモアを参照。）で1試合13得点をマークしてタイに並んだが、今なおギネス世界記録としてその名を留めている。
尚、ボン・アコードFCのGKはアンドリュー・ルーニーだった。彼は普段はセンターフォワードだったが、この日は正GKが不在だったため、仕方なくGKのポジションに付いていた。この事も大量失点に繋がった。
同日にはアーブロースから約29km離れたダンディーで、地元のダンディー・ハープFC（Dundee Harp）がアバディーン・ローバーズ（Aberdeen Rovers）を35-0で破った試合（この試合もスコティッシュカップ1回戦）があったが、この試合のせいで扱いが殆ど無くなってしまった。

## 試合後
その後、この年のスコティッシュカップ（1885-86 スコティッシュカップ）でアーブロースFCは4回戦まで進んだ。2回戦でフォーファー・アスレティックFCに9-1で圧勝、3回戦ではダンディー・イースト・エンドFCに7-1で快勝した。そして、4回戦で強豪・ハイバーニアンFC（翌年の1886-87 スコティッシュカップを初制覇）との打ち合いの末に3-5で惜敗した。しかし、4試合で55得点と優秀な成績を残した 。一方のボン・アコードFCは1891年 - 1903年までスコティッシュカップに参加していたが、1904年以降は参加していない。
この試合を重く見たスコットランドサッカー協会は、1895年より予選大会（en:Scottish Qualifying Cup）を導入し、以後大差の付く試合は減少していった。
スコットランド議会議員（アンガス地区選出）のアンドリュー・ウェルシュは、この試合のスコアカードを歴史的に顕彰するように、議会に法案を提出した事がある。